# مروة خميس
 مروة خميس (6 أبريل 1976-) إعلامية أردنية.

## حياتها ومشوارها المهني
ولدت في عمان،والدتها الإعلامية عفاف قضماني التي كانت مثلها الأعلى والدها رجل متقاعد
تزوجت عام 2010 من المخرج المصري أشرف حماقي ورزقت منه بإبنها عبد اللهدرست مروة الصحافة والإعلام في الجامعة الأردنية ،ساعدتها والدتها في الدخول لهيئة الإذاعية والتلفزيون الأردنية، بدأت مشوارها عام 1998 بتقديم  النشرة الجوية مع المخرجة الراحلة فيكتوريا عميش ،بعدها قدمت برامج موسيقة ومنوعات مع المخرج شحاده الدرابسة  .
أجرت العديد من المقابلات مع كبار نجوم العالم العربي إنتقلت عام 2009 لدولة قطر للعمل في قناة الجزيرة للأطفال التي تحولت فيما بعد لتلفزيون ج.

## البرامج التي قدمتها
| البرنامج                                  | عرض على              |
| ----------------------------------------- | -------------------- |
| النشرة الجوية                             | التلفزيون الأردني    |
| ألبوم أغاني                               | التلفزيون الأردني    |
| جيران القمر                               | التلفزيون الأردني    |
| كلمني                                     | قناة الجزيرة للأطفال |
| نون                                       | تلفزيون ج            |
| كأس جيم (الموسم الثاني)                   | تلفزيون ج            |
| جيم بعد التراويح بمشاركة زميلها حسن الملا | تلفزيون ج            |